# 盧卡舍韋 (扎波羅熱州)
47°57′41″N 34°57′9″E / 47.96139°N 34.95250°E
盧卡舍韋（烏克蘭語：Лукашеве）是位於烏克蘭東南部的村莊，由扎波羅熱州扎波羅熱区的希羅凱市鎮負責管轄。該村分別距離彼得羅巴甫利夫卡1.5公里和希羅凱4.5公里，始建於1595年，面積37.45平方公里，海拔高度84米，2001年人口1,188。